# Glypta marianae
Glypta marianae là một loài tò vò trong họ Ichneumonidae.